# 1133년

## 연호
- 남송(南宋) 소흥(紹興) 3년
- 금(金) 천회(天會) 11년
- 일본(日本) 조쇼(長承) 2년
- 서하(西夏) 정덕(正德) 7년
- 리 왕조(李朝) 티엔쯔엉바오뜨(天彰寶嗣) 원년

## 기년
- 남송(南宋) 고종(高宗) 7년
- 금(金) 태종(太宗) 11년
- 고려(高麗) 인종(仁宗) 11년
- 서하(西夏) 숭종(崇宗) 48년
- 리 왕조(李朝) 신종(神宗) 6년

## 탄생
- 3월 5일 - 잉글랜드의 국왕 헨리 2세